# كينيث غولد
كينيث غولد (بالإنجليزية: Kenneth Gould) (مواليد 11 مايو 1967) هو ملاكم أمريكي، مثّل بلاده في الألعاب الأولمبية الصيفية 1988 وحقق الميدالية البرونزية في فئة وزن الويلتر.

## روابط خارجية
كينيث غولد على موقع بوكس ريك (الإنجليزية) (registration required)
- كينيث غولد على موقع أوليمبيديا (الإنجليزية)